# Spirolabia pilicornis
Spirolabia pilicornis är en tvestjärtart som först beskrevs av Victor Ivanovitsch Motschulsky 1863.  Spirolabia pilicornis ingår i släktet Spirolabia och familjen Labiidae. Inga underarter finns listade i Catalogue of Life.